# ТЕСКРЕАЛ
ТЕСКРЕАЛ (англ. TESCREAL) — збірний акронім, що використовують для позначення низки ідеологій: трансгуманізму, екстропіанства, сингуляріанства, космізму, раціоналізму, ефективного альтруїзму та лонгтермізму. Цей неологізм був запропонований інформатикинею Тімніт Гебру та філософом Емілем П. Торресом, які вважають, що ці ідеології слід розглядати комплексно, оскільки вони мають спільне походження. За їхньою оцінкою, ці течії дозволяють своїм прихильникам використовувати загрозу вимирання людства для виправдання низки дороговартісних і водночас деструктивних ініціатив. Вони також наголошують, що цей світогляд набув поширення в соціальних та академічних колах Кремнієвої долини, зокрема серед дослідників штучного інтелекту. Акронім іноді застосовується як критика ідеології, пов'язаної з великими технологічними компаніями — Big Tech.

## Походження
Гебру та Торрес запровадили термін «ТЕСКРЕАЛ» у 2023 році, вперше використавши його у чорновому варіанті статті під назвою «The TESCREAL bundle: Eugenics and the promise of utopia through artificial general intelligence». Стаття була опублікована у квітні 2024 року в журналі First Monday, хоча термін набув популярності завдяки використанню Торресом і Гебру в інших контекстах ще до її публікації. На думку Гебру та Торреса, трансгуманізм, екстропіанство, сингуляріанство, (сучасний) космізм, раціоналізм, ефективний альтруїзм та лонгтермізм утворюють набір пов'язаних ідеологій, погляди яких перетинаються та які мають спільне коріння в євгеніці ХХ століття та спільних попередників. Автори використовують термін «ТЕСКРЕАЛіст» на позначення людей, які дотримуються більшості чи всіх ідеологій, представлених в акронімі, або підтримують їх.

## Аналіз
На думку критиків цих філософій, ТЕСКРЕАЛ описує взаємопов'язані рухи, підтримувані впливовими особами в технологічній індустрії, надаючи інтелектуальне підґрунтя для реалізації та пріоритизації проєктів, таких як створення загального штучного інтелекту (AGI), збільшення тривалості життя та колонізація космосу. Письменник-фантаст Чарльз Стросс на прикладі космічної колонізації стверджував, що ці ідеології дозволяють мільярдерам реалізовувати масштабні особисті проєкти, натхненні правоконсервативним тлумаченням наукової фантастики, обґрунтовуючи це тим, що відмова від таких проєктів становить екзистенційну загрозу для суспільства. Гебру та Торрес пишуть про те, що, використовуючи загрозу вимирання, ТЕСКРЕАЛісти можуть виправдовувати «спроби створення неконтрольованих систем, які за своєю суттю є небезпечними». Медіадослідник Ітан Цукерман зазначає, що, зосереджуючись виключно на цілях, які є цінними для руху ТЕСКРЕАЛ, можна виправдати футуристичні проєкти з більш безпосередніми недоліками, такими як расова нерівність, алгоритмічні упередження та деградація навколишнього середовища. В інтерв'ю на Radio New Zealand політичний оглядач Даніл Маклаклан заявив, що багато з цих філософій могли починатися з добрих намірів, але з часом були доведені «до абсурдності».
Філософ Йогі Гейл Гендлін стверджує, що, ігноруючи людські причини суспільних проблем і надмірно технізуючи рішення, ТЕСКРЕАЛісти не враховують контекст, у якому виникають ці проблеми. Каміль Соджит Пейча у Document Journal написала, що ТЕСКРЕАЛ є інструментом для техноеліти, що дозволяє їм концентрувати владу. Дейв Трой у The Washington Spectator назвав ТЕСКРЕАЛ рухом, що послуговується принципом «мета виправдовує засоби», і протиставив його «демократичному, інклюзивному, справедливому, терплячому й чесному управлінню». Гіл Дуран зазначив, що терміни «ТЕСКРЕАЛ», «авторитарна технократія» та «технооптимізм» використовувалися на початку 2024 року для опису нової ідеології, що формується у технологічній індустрії.
Гебру, Торрес та інші порівнюють ТЕСКРЕАЛ із секулярною релігією через його паралелі з християнською теологією та есхатологією. Автори журналу Current Affairs зіставили ці філософії та пов'язаний із ними технооптимізм із «будь-якою іншою мономаніакальною вірою, де скептиків сприймають як ворогів, а переконання приймають без доказів». Вони стверджують, що реалізація ТЕСКРЕАЛ перешкоджатиме створенню дійсно справедливого й спільного майбутнього.

### Загальний штучний інтелект (AGI)
Більшість дискусій про екзистенційну загрозу від загального штучного інтелекту (AGI) відбувається серед прихильників ідеологій ТЕСКРЕАЛ. ТЕСКРЕАЛісти поділяються на дві групи: «акселераціоністів ШІ», які вважають ШІ єдиним шляхом до утопічного майбутнього, де всі проблеми будуть вирішені, та «катастрофістів ШІ», які вважають, що ШІ, ймовірно, буде несумісним із виживанням людства та може спричинити його вимирання. Попри ризик, багато катастрофістів вважають розробку AGI неминучою і стверджують, що лише створивши та налаштувавши AGI першими, можна уникнути екзистенційної загрози.
Гебру порівнює конфлікт між акселераціоністами та катастрофістами із «секулярною релігією, яка продає утопію або апокаліпсис, зумовлені AGI». Торрес і Гебру стверджують, що обидві групи використовують гіпотетичні апокаліптичні сценарії, пов'язані зі ШІ, та утопічні майбутні перспективи для виправдання необмежених досліджень, розробок і дерегуляції технологій. Зосереджуючись лише на віддалених майбутніх наслідках, створюючи ажіотаж навколо неперевірених технологій і розганяючи страх, Торрес і Гебру звинувачують ТЕСКРЕАЛістів у відволіканні уваги від поточних ефектів технологій, які можуть негативно впливати на суспільство, завдавати непропорційної шкоди меншинам через алгоритмічну упередженість і погіршувати стан навколишнього середовища.

### Фармацевтика
Неше Девенот використала акронім ТЕСКРЕАЛ для позначення «глобальних фінансових та технічних еліт», які просувають нові способи використання психоделічних препаратів як засобів для лікування психічного здоров'я. Вона стверджує, що їхньою метою є не допомога людям, а отримання прибутку від продажу цих фармацевтичних препаратів у рамках плану, спрямованого на збільшення нерівності.

### Заявлена упередженість щодо меншин
Гебру та Торрес стверджують, що ідеології ТЕСКРЕАЛ мають пряме походження від євгеніки ХХ століття і що цей набір ідеологій сприяє другій хвилі нової євгеніки. Інші дослідники також заявляли, що ідеології ТЕСКРЕАЛ розвинулися з ранніх філософій, які використовувалися для виправдання масових убивств і геноциду. Деякі відомі особи, які зробили внесок у формування цих ідеологій, були звинувачені в расизмі та сексизмі. Маклаклан зазначає, що, хоча «деякі люди з цих груп хочуть генетично створити суперінтелектуальних людей або замінити весь людський вид на вищу форму інтелекту», інші, як-от ефективні альтруїсти, «своєю більшістю просто хочуть допомогти дуже бідним людям … вони певною мірою шоковані тим, що їх відносять до цієї зловмисної … змови щодо євгеніки».

### Критика та дебати
У статті для журналу Asterisk, пов'язаного з ефективним альтруїзмом, Озі Бреннан критикував Гебру та Торреса за об'єднання різних філософій, наче це єдиний «монолітний» рух. Бреннан стверджує, що Торрес неправильно зрозумів ці філософії та вирвав уявні філософські експерименти з контексту. Джеймс Петокукіс із Американського інституту підприємництва не погоджується з критикою прихильників ТЕСКРЕАЛ. Він аргументує, що техномільярдери, яких критикували в Scientific American за їхню нібито підтримку ТЕСКРЕАЛ, зробили значний внесок у розвиток суспільства. Даніл Маклаклан зазначив, що критики набору ТЕСКРЕАЛ заперечують проти того, що до нього відносять різнорідні та іноді суперечливі ідеології, але вважає, що ТЕСКРЕАЛ є вдалим терміном для опису та узагальнення багатьох «великих химерних ідеологій у Кремнієвій долині». Елай Сеннеш та Джеймс Г'юз, публікуючи в блозі технопрогресивного Інституту етики та новітніх технологій, стверджують, що ТЕСКРЕАЛ — це ліворадикальна теорія змови, яка безпідставно об'єднує різні філософії, не розуміючи їхніх взаємовиключних принципів.
Згідно з Торресом, «Якщо розробка передових технологій продовжуватиметься такими ж темпами, глобальна катастрофа майже напевно є питанням часу, а не ймовірності». Торрес вважає, що «можливо, єдиний спосіб досягти стану „екзистенційної безпеки“ — це уповільнити або повністю зупинити подальші технологічні інновації» та критикує лонгтермістський підхід, який стверджує, що технології, хоча й небезпечні, є необхідними для досягнення людською цивілізацією свого повного потенціалу. Озі Бреннан стверджує, що пропозиція Торреса щодо уповільнення або зупинення технологічного розвитку є більш радикальною, ніж ідеології ТЕСКРЕАЛ, оскільки вона перешкоджає багатьом покращенням у якості життя, охороні здоров'я та зменшенні бідності, які забезпечує технологічний прогрес.

## Ймовірні прихильники
Венчурний капіталіст Марк Андреессен самоідентифікувався як ТЕСКРЕАЛіст. У жовтні 2023 року він опублікував «Маніфест технооптиміста», який Джаг Балла та Нейтан Дж. Робінсон назвали «досконалим прикладом» ідеологій ТЕСКРЕАЛ. У цьому документі Андрессен стверджує, що більш розвинений штучний інтелект може врятувати незліченну кількість потенційних життів у майбутньому, а тих, хто працює над уповільненням або запобіганням його розвитку, слід засуджувати як убивць.
Ілона Маска часто описують як симпатика деяких ідеологій ТЕСКРЕАЛ. У серпні 2022 року Маск написав у Twitter, що книга Вільяма Макаскілла про лонгтермізм What We Owe the Future є «майже повністю співзвучною» з його власною філософією. Деякі автори вважають, що проєкт Маска Neuralink переслідує цілі, пов'язані з ТЕСКРЕАЛ. Крім того, деякі експерти зі штучного інтелекту скаржаться на те, що компанія Маска XAI фокусується на екзистенційному ризику, вказуючи на її зв'язки з течіями ТЕСКРЕАЛ. Дейв Трой вважає, що наталістські погляди Маска походять від ідеалів ТЕСКРЕАЛ.
Також було висловлено припущення, що ідеям ТЕСКРЕАЛ симпатизує Пітер Тіль. Бенджамін Светкі у The Hollywood Reporter написав, що Тіль та інші керівники Кремнієвої долини, які підтримують президентську кампанію Дональда Трампа 2024 року, просувають політику, спрямовану на закриття «регуляторів, чиї застарілі обмеження, такі як заборони на експерименти над людьми, уповільнюють прогрес у напрямку техноутопічного раю».
Сема Альтмана та більшість членів ради директорів OpenAI описують як прихильників рухів ТЕСКРЕАЛ, особливо в контексті спроби його звільнення у 2023 році. Гебру та Торрес закликали Альтмана відмовитися від дотримання ідеалів ТЕСКРЕАЛ. Лорен Редо в Charlie Hebdo описала Сема Альтмана та низку інших керівників Кремнієвої долини як прихильників ідеалів ТЕСКРЕАЛ.
Самоідентифіковані трансгуманісти, Нік Бостром і Еліезер Юдковський, які обидва мають значний вплив у дискусіях про екзистенційний ризик від ШІ, також були описані як лідери руху ТЕСКРЕАЛ. Лорен Редо зазначила, що Бостром підтримував деякі ідеали, «які узгоджуються з рухом ТЕСКРЕАЛістів».
Сем Бенкман-Фрід, колишній генеральний директор криптовалютної біржі FTX, був відомим і самопроголошеним членом спільноти ефективного альтруїзму. Згідно з The Guardian, після банкрутства FTX адміністратори конкурсної маси намагаються повернути близько 5 мільйонів доларів, які, за їхніми твердженнями, були переказані некомерційній організації для сприяння купівлі історичного готелю. Готель було перепрофільовано для проведення конференцій і семінарів, пов'язаних із лонгтермізмом, раціоналізмом та ефективним альтруїзмом. За даними The Guardian, у цій нерухомості приймали ліберальних євгеніків та інших доповідачів, які, як стверджується, мали расистське та мізогінне минуле.
Лонгтерміст й ефективний альтруїст Вільям Макаскілл, який часто співпрацював із Бенкманом-Фрідом для координації філантропічних ініціатив, також був описаний як ТЕСКРЕАЛіст.